# Újvárfalva
Újvárfalva é um município da Hungria, situado no condado de Somogy. Tem 12,22 km² de área e sua população em 2019 foi estimada em 301 habitantes.